# Selencula filipes
Selencula filipes is een hooiwagen uit de familie Assamiidae.